# Herbert Schade
Pour les articles homonymes, voir Schade.
Herbert Schade, né le 26 mai 1922 et mort le 1er mars 1994, est un ancien athlète allemand qui pratiquait le fond.

## Palmarès

### Jeux olympiques d'été
- Jeux olympiques de 1952 à Helsinki,  Finlande
  -  Médaille de bronze du 5 000 mètres.
- Jeux olympiques de 1956 à Melbourne,  Australie
  - 12e du 5 000 mètres
  - 9e du 10 000 mètres